# Кетлін Лонсдейл
Дама Кетлін Лонсдейл, кавалер Ордена Британської імперії, член Королівського товариства (уроджена Ярдлі; 28 січня 1903 — 1 квітня 1971) — ірландська кристалографка, пацифістка та активістка за реформу в'язниць. У 1929 році вона довела, що бензольне кільце є плоским, використовуючи методи рентгенівської дифракції для з'ясування структури гексаметилбензолу. Вона була першою, хто використав спектральні методи Фур'є під час розв'язання структури гексахлорбензолу в 1931 році. Протягом своєї кар'єри вона досягла кількох перших відкриттів серед жінок-науковців, зокрема була однією з двох перших жінок, обраних членом Королівського товариства (FRS) у 1945 році. (разом з Марджорі Стівенсон), першою жінкою-професором Університетського коледжу Лондона, першою жінкою-президентом Міжнародного союзу кристалографії та першою жінкою-президентом Британської асоціації сприяння розвитку науки.
Її ім'ям названо різновид алмазу Лонсдейліт.

### Окремі публікації
- Lonsdale, Kathleen. (1936). Simplified Structure Factor and Electron Density Formulae for the 230 Space Groups of Mathematical Crystallography. London: Pub. for the Royal institution by G. Bell & sons, ltd.[13]
- Lonsdale, Kathleen. (1947) "Divergent-beam X-ray photography of crystals". Philosophical Transactions of the Royal Society of London. Series A, Mathematical and Physical Sciences. 240 (817): 219–250. 27 March 1947. doi:10.1098/rsta.1947.0002. ISSN 0080-4614
- Lonsdale, Kathleen. 1948. Crystals and X-Rays. London: G. Bell.[14]
- Lonsdale, Kathleen (15 March 1968). "Human Stones". Science. 159 (3820): 1199–1207. doi:10.1126/science.159.3820.1199.
- Lonsdale, Kathleen (1952) Quakers visit Russia, Edited by Kathleen Lonsdale : an account of a visit to the Soviet Union in July 1951 by seven British Quakers, 145 pages. Published by the East-West Relations Group of the Friends Peace Committee.[15] (Other contributors: Margaret Ann Backhouse,[16] B Leslie Metcalfe, Gerald Bailey, Paul S Cadbury, Mildred Creak, Frank Edmead).
- Lonsdale, Kathleen. (1953). Removing the Causes of War. (Swarthmore Lecture, 1953.).[17]
- Lonsdale, Kathleen (1957). Is Peace Possible? [Harmondsworth, Eng.]: Penguin Books.[18]
- Lonsdale, Dame Kathleen (1959). Forth in Thy Name: The Life and Work of Godfrey Mowatt. Wykeham Press.[19]

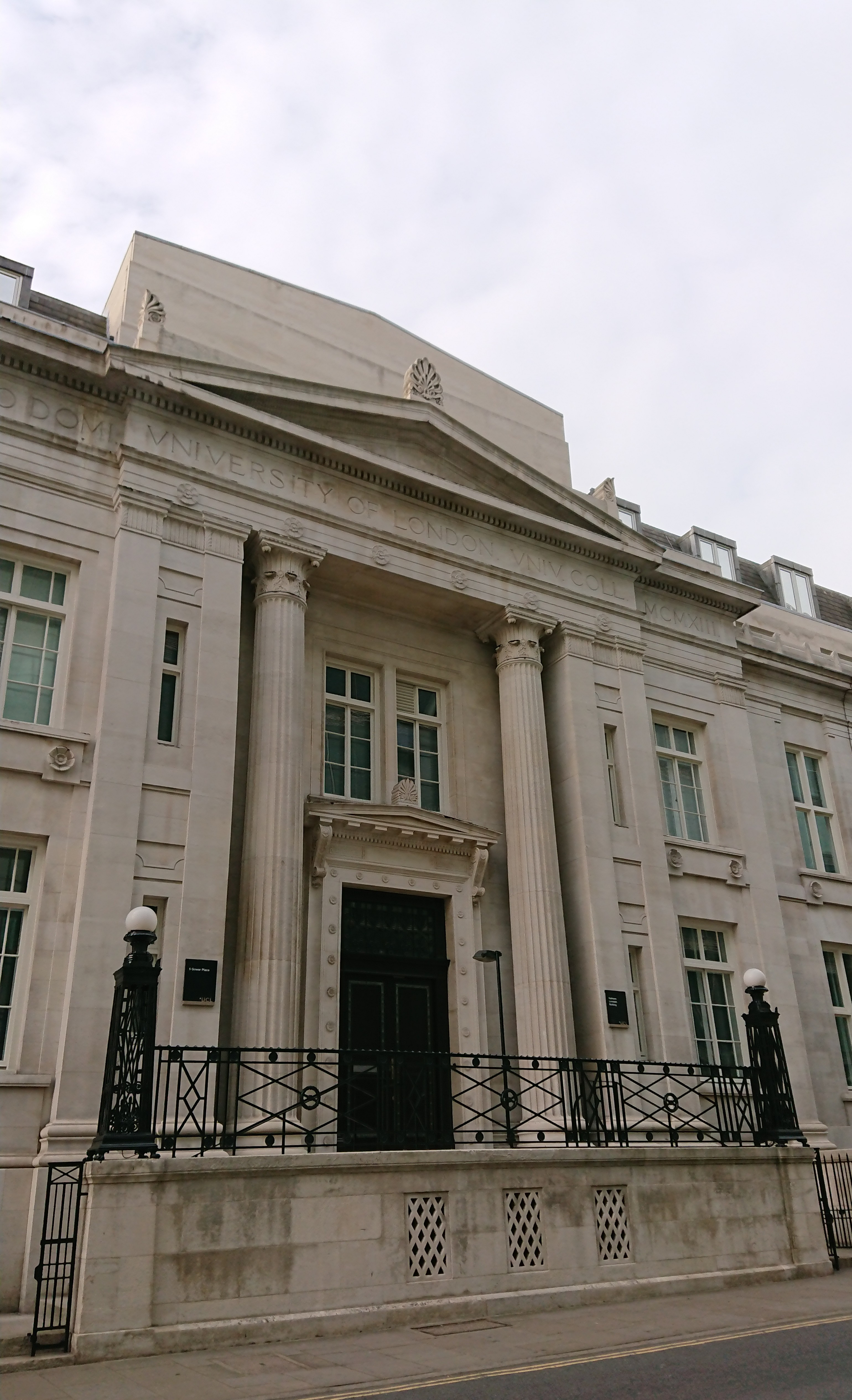
The Kathleen Lonsdale building at University College London